# Slag bij Konodai (1564)
De Tweede Slag bij Konodai, vond plaats in 1564, tijdens de Sengoku-periode van Japan. De troepen van de Hojo-clan onder leiding van Hojo Ujiyasu versloegen de troepen van Satomi Yoshihiro. Zowel Ujiyasu als Yoshihiro waren zonen van de commandanten van de Eerste Slag bij Konodai zesentwintig jaar daarvoor, waarin Hojo Ujitsuna de gecombineerde troepen van Satomi Yoshitaka en Ashikaga Yoshiaki versloeg.
Met 20.000 tegen 8.000, waren de troepen van Satomi in de minderheid. Satomi trok zich dan ook terug toen de voorhoede van de Hojo aanviel. Dit was echter slecht een voorwendsel en hij probeerde de vijand in een val te lokken. Hojo Ujiyasu verwachtte reeds een tactiek van dit soort en had zijn zoon Ujimasa eropuit gestuurd met een kleine troepenmacht om Satomi van achter aan te vallen, en hem dus in te sluiten. In het gevecht dat volgde, werd de zoon van Satomi, Chokuro, gedood door Matsuda Yasuyoshi, een vazal van de Hojo; uit berouw dat hij zo'n jong iemand gedood had, voegde Matsuda zich na het gevecht bij de geestelijkheid.
Hojo Ujiyasu vierde zijn overwinning met een gedicht:
De vijand verslaan
Zoals ik wenste te Konodai
Nu aanschouw ik
De avondzon van Katsuura